# Radio Belén
Radio Belén es un cortometraje documental de 1983 dirigido por Gianfranco Annichini.Fue rodado en el puerto de Belén de la ciudad de Iquitos, en la Amazonía norte peruana. Las protagonistas del film son las voces de los habitantes de Belén.La cinta es considerada como una de las «mejores y más bellos filmes hechos en el Perú».

## Sinopsis
Una precaria emisora de radio en el puerto de Belén transmite música y su plantel de locutores anuncia nacimientos, matrimonios y fallecimientos. En contraste con estos mensajes de servicio público, muestra las paupérrimas condiciones de vida de los habitantes del lugar.

## Premios
- 1983. Primer premio en la categoría documental del 1er Festival Nacional de Cortometrajes, organizado por la Asociación de Cineastas del Perú[4]
- 1983. Festival Internacional del Nuevo Cine Latinoamericano, Edición 5º, Documental, Segundo Premio Coral[5]
- 1985. Festival de Cine de Bogotá, Edición 2º, Círculo Precolombino, Mejor Cortometraje Andino y Bolivariano[5]
- 1986. Primer premio del Festival de Oberhausen, Alemania[4]